# Popovići (miasto Kraljevo)
Popovići (cyr. Поповићи) – wieś w Serbii, w okręgu raskim, w mieście Kraljevo. W 2011 roku liczyła 307 mieszkańców.